# Barcheria
Barcheria is een monotypisch geslacht van schimmels behorend tot de familie Agaricaceae. Het bevat alleen Barcheria willisiana.